# 大背巴塔鱨
大背巴塔鱨，為輻鰭魚綱鯰形目鱨科的其中一種，為熱帶淡水魚類，分布於亞洲尼泊爾東部Kosi河流域，體長可達8.9公分，棲息在水質混濁的溪流底層水域，以沙中的有機碎屑為食，生活習性不明。

## 扩展阅读
維基物種上的相關：大背巴塔鱨